# Нюдлінген
Нюдлінген (нім. Nüdlingen) — громада в Німеччині, розташована в землі Баварія. Підпорядковується адміністративному округу Нижня Франконія. Входить до складу району Бад-Кіссінген.
Площа — 26,35 км2. Населення становить 3908 ос. (станом на 31 грудня 2020).